# Lord of Misrule (película de 2023)
Lord of Misrule (Titulada en Hispanoamérica como Ritos ocultos) es una película de coproducción inglesa-irlandesa de terror y suspense de 2023, dirigida por William Brent Bell, escrita por Tom de Ville, y protagonizada por Ralph Ineson, Tuppence Middleton, Matt Stokoe, Evie Templeton, y Rosalind March. La cinta se estrenó el 21 de diciembre de 2023.

## Sinopsis
La desaparición de la joven hija del nuevo ministro del pueblo provoca una búsqueda desesperada.

## Reparto
- Ralph Ineson como Jocelyn Abney
- Tuppence Middleton como Rebecca Holland
- Matt Stokoe como Henry Holland
- Evie Templeton como Grace Holland
- Rosalind March como Miri Tremlow
- Alexa Goodall como Bryony Furleigh
- Anton Valensi como George Furleigh
- David Lengham como Detective Hythe
- Jane Wood como Ida Tremlow
- Robert Goodman como Graham Nash
- Catriona Yuill como Callie Furleigh
- Luc Ineson como Derry Nash
- Simon Bundock como Chico de la villa
- George Keeler como Dave Garfoot
- Marc Hockley como Aldeano